# Jairo Álvarez
Jairo Álvarez Gutiérrez (Avilés, Asturias, España, 21 de marzo de 1986) es un exfutbolista español que jugaba de centrocampista.

## Trayectoria
Se formó en las categorías inferiores del Real Oviedo y llegó a disputar dos encuentros con el primer equipo en Segunda División durante la temporada 2002-03, cuando contaba con dieciséis años. A finales del mes de diciembre de 2002, sufrió una rotura del ligamento cruzado anterior de la rodilla izquierda durante un entrenamiento de la selección asturiana sub-18 que lo mantuvo varios meses alejado de los terrenos de juego. En abril de 2004, se desvinculó del conjunto azul para incorporarse al Real Sporting de Gijón "B", donde volvió a lesionarse en dos ocasiones de la misma rodilla durante el año 2005.
En la campaña 2006-07 llegó a participar en diecisiete partidos de la categoría de plata con el Real Sporting de Gijón, en los que anotó dos goles. Al término de la temporada, un conflicto debido a las cláusulas firmadas entre el Sporting y el Oviedo en el momento de su traspaso, motivó que el R. C. Deportivo de La Coruña se hiciera con sus servicios. Aunque comenzó la campaña 2007-08 en el filial deportivista, en enero de 2008 fue cedido al Deportivo Alavés, donde jugó hasta el final de la misma un total de diez encuentros en los que anotó un gol, conseguido en el estadio de Mendizorroza frente a la Real Sociedad de Fútbol.
En la siguiente temporada abandonó de nuevo el Deportivo de La Coruña en calidad de cedido, esta vez al Lorca Deportiva C. F., equipo en el que disputó treinta y tres partidos en los que marcó dos tantos. El segundo puesto conseguido por el Lorca, le permitió participar en la promoción de ascenso a Segunda División pero cayeron eliminados ante el Villarreal C. F. "B" en la segunda ronda. Tras expirar el período de cesión regresó al Deportivo, aunque el club no llegó a tramitar su ficha federativa y no pudo disputar ningún encuentro en la campaña 2009-10.
En julio de 2010 concluyó su contrato con el equipo gallego y firmó por el C. F. Palencia, con quien disputó veintiún encuentros y anotó un gol durante la primera vuelta de la temporada 2010-11. En enero de 2011, sin embargo, se incorporó al Zamora C. F. donde se mantuvo durante una campaña y media. Participó en un total de cincuenta y un partidos en los que consiguió marcar ocho tantos. Tras finalizar su vinculación con el Zamora, se comprometió con la U. D. Melilla. De cara a la temporada 2013-14 fichó por el C. D. Guadalajara, aunque rescindió su contrato con el club el 24 de enero de 2014 y se incorporó al C. P. Cacereño.
En julio de 2014 firmó un contrato con el UCAM Murcia C. F., equipo que abandonó en enero de 2015 para fichar por el Real Avilés C. F.

## Clubes
| Club                             | País   | Año       |
| -------------------------------- | ------ | --------- |
| Real Sporting de Gijón "B"       | España | 2004-2006 |
| Real Sporting de Gijón           | España | 2006-2007 |
| R. C. Deportivo de La Coruña "B" | España | 2007-2008 |
| Deportivo Alavés                 | España | 2008      |
| Lorca Deportiva C. F.            | España | 2008-2009 |
| C. F. Palencia                   | España | 2010-2011 |
| Zamora C. F.                     | España | 2011-2012 |
| U. D. Melilla                    | España | 2012-2013 |
| C. D. Guadalajara                | España | 2013-2014 |
| C. P. Cacereño                   | España | 2014      |
| UCAM Murcia C. F.                | España | 2014-2015 |
| Real Avilés C. F.                | España | 2015      |